# هال ويليس
هال ويليس هو مغني ومغن مؤلف كندي، ولد في 15 يوليو 1933 في رووان نوراندا في كندا، وتوفي في 4 سبتمبر 2015 في ناشفيل في الولايات المتحدة.

## وصلات خارجية
- هال ويليس على موقع IMDb (الإنجليزية)
- هال ويليس على موقع ميوزك برينز (الإنجليزية)
- هال ويليس على موقع ديسكوغز (الإنجليزية)